# Komuniciranje
Komunicíranje je sporazumevanje, občevanje, sistem izmenjevanja simbolov ali informacij med informacijskim virom in sprejemnikom. Strokovni izraz »komuniciranje« se uporablja tako v družboslovju kot humanistiki in tehničnih znanosti, na primer v računalništvu, elektrotehniki ipd.
Beseda komuniciranje izhaja iz latinske besede communicare, kar pomeni posvetovati se, razpravljati o nečem, vprašati za nasvet. Komuniciranje je prenos sprejetih simbolov med ljudmi. Ko komunicirajo, ljudje med seboj prenašajo sporočila s pomočjo različnih simbolov (besed, kretenj, govorice telesa, slik…)
Komuniciranje je sestavni del vsakdanjega življenja. Nihče ne more živeti, ne da bi komuniciral z drugimi ljudmi. S komuniciranjem človek spoznava svet, v katerem živi, druge ljudi in sebe samega (spreminja svoja stališča, navade, vrednote, vedenje…).
Ljudje se naučijo govoriti in komunicirati s svojimi bližnjimi že v prvih letih življenja. Večina ljudi misli, da se nauči sporazumevati že s tem, ko se nauči govoriti in poslušati. A žal ni tako. Uspešno sporazumevanje med ljudmi ne poteka avtomatično. 
V komunikologiji in odnosih z javnostmi razlikujemo štiri razvojne modele v praksi organizacijskega komuniciranja:
- tiskovno predstavništvo
- javno informiranje
- dvosmerno asimetrično komuniciranje
- dvosmerno simetrično komuniciranje.

Komunikacija je torej proces, v katerem vsi udeleženci sprejemajo, pošiljajo in interpretirajo sporočila oz. simbole, ki so povezani z določenim pomenom. Je vedno dvosmeren proces, saj je povezana s sočasno medsebojno zaznavo in hkratno medsebojno izmenjavo sporočil.
Komunikacija nam omogoča usklajevanje mnenj, doseganje različnih ciljev, pa tudi vzpostavljanje, vzdrževanje in spreminjanje medosebnih odnosov. Čeprav je veščina komuniciranja najpomembnejša izmed vseh, ki jih ljudje sploh imamo, se je le malokdaj načrtno učimo.
Učinkovito pošiljanje sporočil:
- sporočilo mora biti razumljivo
- pošiljatelj mora biti zaupanja vreden
- pomembna je tudi povratna informacija (feedback) o tem kako je sporočilo vplivalo na prejemnika.

Sodoben človek uporablja pri sporazumevanju veliko število najrazličnejših simbolov:
- z govorjeno in pisano besedo sporoča drugim svoje misli, čustva in občutke
- z zvočnimi signali opozarja nase (trobljenje avtomobilistov) ali pa zabava (glasba)
- slikami, risbami, kipi izraža svoj pogled na svet, izraža lepoto, ki jo občuti
- s svetlobnimi simboli sporoča pravila (npr. semafor)

## Vrste komuniciranja

### Glede na razdaljo med udeleženci
- neposredno
- posredno

### Glede na število sodelujočih
- intrapersonalno (komuniciranje s samim seboj)
- interpersonalno (gre za stike med posamezniki ali skupinami ljudi)
- javno komuniciranje vključuje zelo širok krog ljudi; ljudje komunicirajo s pomočjo množičnih medijev oziroma sredstev javnega obveščanja (časopisi, revije, plakati, radio, televizija itd).

### Glede na smer
- enosmerno: sporočilo potuje v eno smer. Primerno je predvsem za posredovanje preprostih in kratkih sporočil, pri katerih ne more priti do napačnega razumevanja.
- Dvosmerno: tukaj daje prejemnik sporočila povratne informacije pošiljatelju. Zahteva sicer več časa, vendar je bolj učinkovito.
- Večsmerno-množično:

### Glede na obliko
- besedno verbalno), ki je lahko govorno in pisno
- nebesedno (neverbalno), kamor sodi vrsta nebesednih sporočil, kot je na primer govorica telesa, zunanji videz poslovnega človeka itd.

### Vertikalno in horizontalno
- vertikalno ( izmenjava med različnimi skupinami . proizvajalci in kupci)
- horizontalno (izmenjava info znotraj skupine - med proizvajalci)

### Formalno in neformalno
- Formalno (uporabljamo določene kanale komuniciranja - npr. propaganda v množičnih medijih)
- Neformalno (gre za spontalnost, neorganiziranost, sproščena izmenjava informacij)

## Medkulturna komunikacija
Ker je komunikacija simbolni sistem, ki ima vnaprej določen in dogovorjeni pomen, predvidevamo, da ta simbolni sistem naš sogovornik razume. To pravilo pa ne vzdrži pri osebah iz različnih kultur. Kultura je kompleksna celota  znanj, ver, umetnosti, morale, zakonov, običajev in vseh drugih navad, ki jih dobimo tekom socializacije. Določa, kako posamezniki razmišljajo, čutijo, usmerja njihovo delovanje in določa njihov pogled na svet. Med kulturo in komunikacijo je kompleksen recipročen odnos. To pomeni, da nista samo medsebojno povezani, ampak vplivata drug na drugo, kar pomeni, da se lahko med medkulturno komunikacijo učimo o drugih, njihovi kulturi ter nas samih in našem kulturnem ozadju. Z znanjem o kulturi in komunikaciji drugih narodov razumemo, zakaj se v drugih kulturah vedejo na tak način, spoštujemo njihove običaje in tradicijo ter se zavedamo bogatost kultur. S svojim znanjem se lahko odzovemo na napačno vedenje in zmanjšamo konfliktnost, kar je pogoj za dobre odnose. Poznavanje značilnosti medkulturne komunikacije pa je uporabna tudi pri komunikaciji z organizacijami v tujini. 

### Težave v medkulturni komunikaciji
Največja napaka, ki jo delamo v komunikaciji z drugimi narodi, je predpostavka, da smo si vsi ljudje enaki. To ni čisto res, saj se razlike med nami pojavljajo v rabi jezika in neverbalni komunikaciji ter dojemanju časa in prostora. Ker predpostavljamo, da smo si vsi enaki, mislimo tudi, da je vedenje značilno za našo kulturo edino pravilno. Na težave v medkulturni komunikaciji vplivajo tudi prepričanja, ki jih imamo o določenih narodih, saj z njimi posplošujemo vedenje celotnega naroda na vedenje posameznika.  V medkulturni komunikaciji se pojavlja tudi občutek nelagodja in tesnobe, saj se pogovarjamo z osebo, o kateri nimamo veliko informacij. Zato smo lahko do svojega sogovornika zadržani. 

### Smernice za boljšo medkulturno komunikacijo
Da bi izboljšali našo medkulturno komunikacijo, tako v poslovnih vodah kot v zasebnem življenju, moramo najprej razumeti komunikacijske vzorce sogovornika in njegovo kulturo. Več kot imata sogovornika informacij drug o drugemu, boljše je razumevanje in uspešnost v medkulturnih odnosih. Thill in Bovee (2002) navajata šest smernic za boljšo medkulturno komunikacijo: 
1. Zavedati se morate bistva medkulturne komunikacije. Z njo se lažje prilagodimo medkulturnim odnosom in hitreje osvojimo komunikacijske veščine drugih kultur.
2. Bodite pozorni na medkulturnost. Zavedati se morate značilnosti lastne in sogovornikove kulture ter kako ta kultura vpliva na komunikacijo med vama.
3. Učite se o kulturi drugih. Pri tem uporabljajte različne vire, tako knjige kot udeleževanje učnih programov in vzpostavljanje neposrednega stika s pripadniki določene kulture.
4. Presegajte svoj egocentrizem. Le tako boste zaznali, da se vedenje posameznika iz druge kulture zaznali kot napačno, ker se razlikuje od vedenja v vaši kulturi in ne zato, ker je to vedenje v celoti napačno.
5. Presegajte jezikovne ovire. Če se s sogovornikom pogovarjate v jeziku, ki ni njegov materni jezik, se izogibajte uporabi slenga, idiomov in lokalne govorice.
6. Razvijajte medkulturne kompetence. Zavedajte se jezikovnih ovir in skušajte razumeti medkulturne razlike. Le tako boste izbrali najučinkovitejše načine komunikacije.